# Croix d'Arlempdes
La croix d'Arlempdes est une croix monumentale située à Arlempdes, en France.

## Généralités
La croix est située sur la place de l'église, sur le territoire de la commune d'Arlempdes, dans le département de la Haute-Loire, en région Auvergne-Rhône-Alpes, en France.

## Historique
La croix est datée du XVe siècle.
La croix est classée au titre des monuments historiques par arrêté du 28 mai 1907.

## Description
Le monument repose sur un piédestal en grosses pierres taillées sur lequel repose une table évasée. Surmontant le piédestal, un fût de section octogonale s'affinant progressivement sur la hauteur, supporte la croix proprement dite, dont elle est séparée par un plateau circulaire. La section des croisillons est octogonale et chaque branche est terminée par des fleurons à feuillages cruciformes.
L'iconographie présente sur un des côtés de la croix, un Christ en croix entouré de saint Jean à droite et de la Vierge à gauche,. De l'autre côté, est sculptée une pietà, la représentation d'une Vierge portant le corps du Christ, dans une position classique. Elle est entourée de saint Pierre portant une clef et un évêque portant une crosse,.